# Aha oe feii?
Aha oe feii? (Come, sei gelosa?) è un dipinto del pittore francese Paul Gauguin, realizzato nel 1892 e conservato al Museo Puškin di Mosca.

## Descrizione
Disgustato dal decadente caos in cui era precipitata la giungla urbana parigina, nel 1891 Gauguin si recò a Tahiti, in Polinesia, mosso dall'utopistico sogno di rifugiarsi in un «regno dell'estasi, della pace e dell'arte, lontano da questa europea lotta per il denaro», per essere «libero, finalmente». Sotto il sole del Sud, in effetti, Gauguin oltre a ritrovare la felicità approfondì e perseguì nuovi stimoli pittorici, licenziando numerose opere di particolare pregio artistico. Gauguin realizzò Aha oe feii? agli inizi del suo primo soggiorno nel Pacifico, nel 1892, sulla base di numerosi appunti grafici e schizzi preparatori. Il risultato finale lo soddisfò molto, tanto che una volta confidò ad un amico: «Ho fatto ultimamente un nudo a memoria, due donne sulla spiaggia, credo che sia anche la mia cosa migliore fino ad oggi». Le circostanze che hanno ispirato Gauguin nell'esecuzione del dipinto sono riportate nel suo libro Noa noa:
(Paul Gauguin)

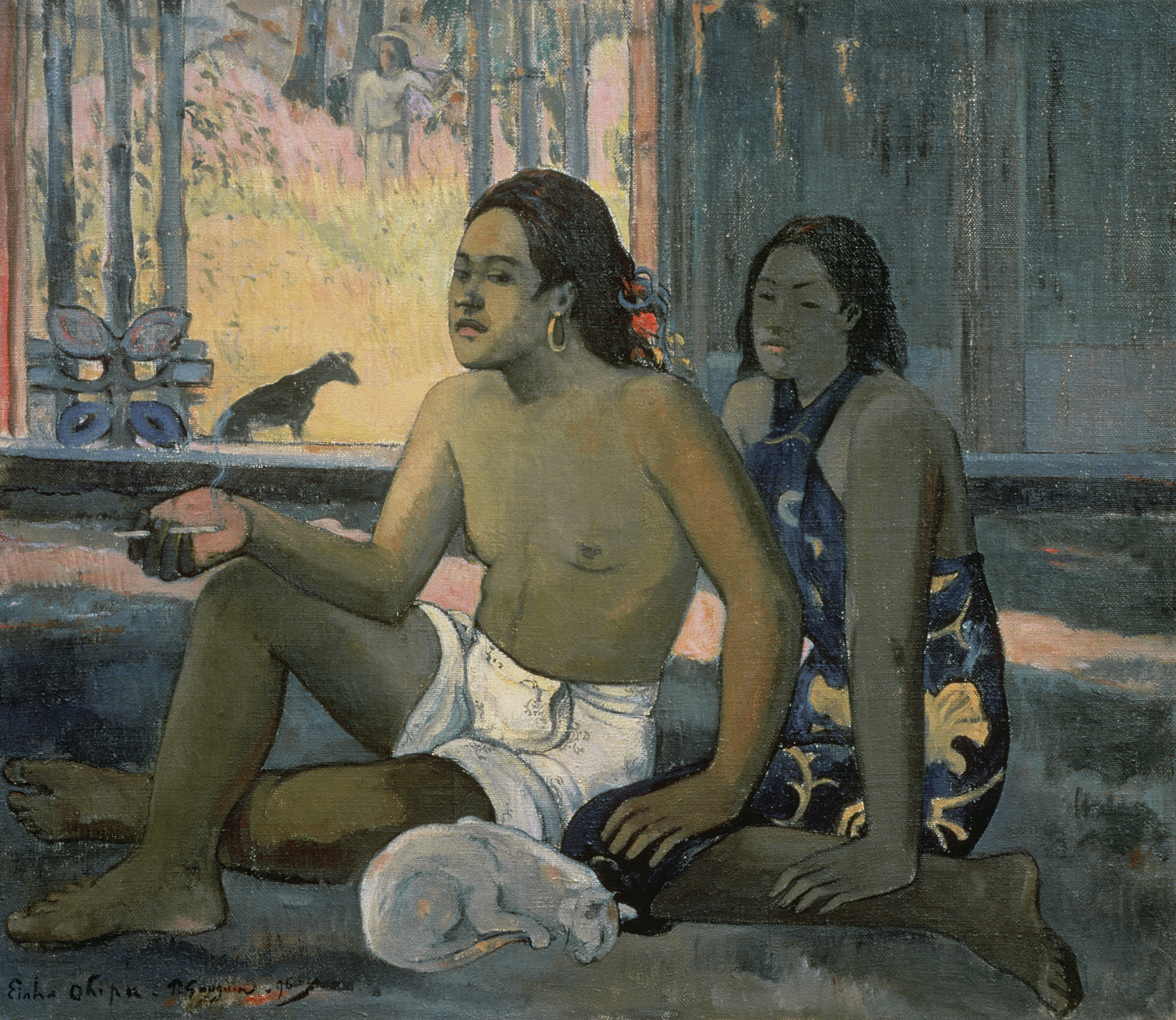
Paul Gauguin, Eiaha ohipa (Non fanno nulla) (1896); olio su tela, 65×75 cm, Museo Puškin, Mosca

Il titolo dell'opera, riportato in basso a sinistra, è rigorosamente in lingua maori, in modo tale da investire l'osservatore di misteriose suggestioni. Aha oe feii? raffigura due fanciulle tahitiane che si offrono agli occhi dell'osservatore nude, senza peccaminosi sottintesi o ammiccamenti, bensì con una spontaneità talmente dirompente da essere quasi insopportabile (non erano passati che ventisette anni dall'esposizione dell'Olympia al Salon di Parigi). La ragazza di destra è completamente distesa sulla sabbia rosa corallino e si lascia accarezzare piacevolmente dai raggi solari, con la mano fiaccamente poggiata sul ventre e un pareo rosso che le nasconde il pube. A sinistra, invece, vi è una fanciulla con la chioma nera e fluente, impreziosita di una candida ghirlanda di fiori e avvolta dietro la nuca con un nastro blu: mentre la sua compagna è supina, lei è accovacciata, all'ombra. Gauguin descrive con particolare interesse la sua fisionomia e si sofferma in particolare sul plasticismo robusto, quasi michelangiolesco, del seno, sulle labbra carnose, e sulla linea curva del suo naso. In alto incombe un piccolo alberello, mentre in alto a sinistra troviamo uno specchio d'acqua, dove l'osservatore può agevolmente assaporare un diapason di luci, colori e incanti.
Dal punto di vista compositivo è particolarmente interessante l'intreccio formato dai corpi delle due ragazze, le quali sono l'una il rovescio dell'altra, nel segno di una squisita complementarità pittorica. Gauguin, infatti, dispone in maniera speculare elementi analoghi, in modo tale che le loro teste diventano due estremi della stessa direzione, così come il perizoma della ragazza al sole, al quale corrisponde il pareo rosso della ragazza in ombra. L'osservatore, tuttavia, non è colpito solo da questa sorta di chiasmo pittorico: a destare la sua attenzione interviene anche lo spiccato antinaturalismo pittorico dell'opera. Gauguin, infatti, applica i colori non in ragione di una presunta rispondenza con la realtà, bensì in virtù del loro valore simbolico, in modo tale da ottenere uno straordinario potere suggestivo: è per questo motivo che la sabbia si tinge di un'improbabile tinta rosa e che l'acqua, increspandosi, inscena un caleidoscopico trionfo di colori, dove trovano posto tonalità rossastre, brune, nere che non possono assolutamente corrispondere alla realtà. In piena ottemperanza con la tecnica cloisonniste già maturata a Pont-Aven, poi, le figure sono definite da una spessa linea di contorno, decorativa ed elegante, tracciata da Gauguin con perfetta padronanza. È grazie ai colori antinaturalistici e al muto e ancestrale dialogo che lega le due ragazze che Gauguin rende l'osservatore involontariamente partecipe di una tranche de vie immersa in un luogo primordiale e mitico, «un paradiso terrestre cui non crediamo per cinismo» (RaiArte).